# Noor Sabri
Pour les articles homonymes, voir Sabri.
Noor Sabri Abbas Hassan (né le 6 juin 1984 à Bagdad) est un footballeur international irakien.

## Biographie
Noor Sabri est sélectionné avec l'équipe d'Irak de football par Adnan Hamad pour le championnat de la WAFF à Amman quelques jours seulement après son seizième anniversaire. Sabri est le gardien de but d'Al-Khadimiya en première division irakienne et aide l'équipe basée à Bagdad à obtenir la 21e place dans une ligue de 26 équipes. Toutefois, après la relégation de l'équipe en deuxième division, à cause d'une décision de la Fédération d'Irak de football de raccourcir la ligue à 16 équipes, Al Zawra Bagdad enrôle rapidement le joueur.
Ses performances pour les deux clubs et avec l'équipe d'Irak des moins de 17 ans lui a valu une place dans l'équipe pour le Championnat de l'AFC des jeunes 2000, à Téhéran, où il est sur le banc jusqu'à la finale contre le Japon durant laquelle il remplace le gardien titulaire suspendu, Ahmed Ali Jaber. Noor Sabri garde l'Irak dans le match avec quelques arrêts déterminants avant qu'Emad Mohammed ne marque le but en or gagnant.
Noor signe ensuite à Al Zawra après la victoire en Championnat asiatique des jeunes, et gagne une place dans l'équipe olympique irakienne sous les ordres du sélectionneur allemand Bernd Strange. En tant que gardien de but numéro un de l'équipe d'Irak de football en juillet 2007, il contribue à la victoire de l'Irak en Coupe d'Asie des nations de football 2007 en stoppant un penalty décisif lors de la séance de tirs au but contre la Corée du Sud en demi-finale.
En avril 2008, Sabri est en pourparlers avec le club suédois de Superettan, IK Sirius. 

## Palmarès
Avec l'Irak, il remporte la Coupe d'Asie des nations en 2007 en battant l'Arabie Saoudite en finale.

## Vie privée
Noor Sabri est marié et a trois enfants.